# 基礎情報隊
基礎情報隊（きそじょうほうたい、JGSDF Basic Intelligence Unit:BIU）は、陸上自衛隊市ヶ谷駐屯地（東京都新宿区）に駐屯している陸上自衛隊中央情報隊直轄の情報専門部隊である。

## 概要
陸上幕僚監部の行う情報業務を実施する際に、必要な情報に関する専門技術および外国語の知識をもってこれを支援する。前身は市ヶ谷駐屯地に所在していた中央資料隊（Central Intelligence Service Unit:C-ISU）である。

## 沿革
- 2007年（平成19年）3月28日：中央資料隊（市ヶ谷駐屯地）を母体として、中央情報隊隷下に基礎情報隊が市ヶ谷駐屯地において編成完結。

## 部隊編成
隊員は情報・地誌および語学能力に長けた諸職種の自衛官および事務官で構成され、指揮官である隊長は防衛駐在官の経験を有する1等陸佐が充てられる。
- 基礎情報隊本部
- 第1科（東欧諸国に関する情報資料の収集整理を担当）
- 第2科（中国に関する情報資料の収集整理を担当）
- 第3科（朝鮮半島に関する情報資料の収集整理を担当）
- 第4科（国内に関する情報資料の収集整理を担当）
- 第5科（その他の国外に関する情報資料の収集整理を担当）
- 技術科（科学技術情報資料の収集整理を担当）

## 主要幹部
| 官職名       | 階級    | 氏名     | 補職発令日     | 前職         |
| ------------ | ------- | -------- | -------------- | ------------ |
| 基礎情報隊長 | 1等陸佐 | 大坪宏彰 | 2024年03月18日 | 情報本部勤務 |

| 代 | 氏名     | 在職期間                        | 出身校・期 | 前職                                     | 後職                                    |
| -- | -------- | ------------------------------- | ---------- | ---------------------------------------- | --------------------------------------- |
| 01 | 盛田哲次 | 2007年03月28日 - 2009年04月01日 | 防大20期   | 陸上自衛隊富士学校特科部副部長           | 退職（陸将補昇任）                      |
| 02 | 遊佐宏文 | 2009年04月01日 - 2010年11月30日 | 防大25期   | 情報本部勤務                             | 自衛隊情報保全隊東北情報保全隊長        |
| 03 | 及川隆平 | 2010年12月01日 - 2012年12月03日 | 防大26期   | 陸上自衛隊小平学校情報教育部 第2教育課長 | 自衛隊情報保全隊西部情報保全隊長        |
| 04 | 谷拓弥   | 2012年12月04日 - 2014年07月31日 | 防大29期   | 情報本部勤務                             | 自衛隊情報保全隊中部情報保全隊長        |
| 05 | 矢野幸雄 | 2014年08月01日 - 2017年03月26日 | 防大32期   | 西部方面情報隊長                         | 陸上幕僚監部 指揮通信システム・情報部付 |
| 06 | 若林賢   | 2017年03月27日 - 2020年03月15日 | 早稲田大学 | 陸上自衛隊幹部学校主任教官               | 陸上自衛隊情報学校副校長 兼 企画室長    |
| 07 | 内田英樹 | 2020年03月16日 - 2022年11月30日 | 防大36期   | 陸上自衛隊情報学校第2教育部長            | 陸上自衛隊教育訓練研究本部勤務          |
| 08 | 中川真紀 | 2022年12月01日 - 2024年03月17日 |            | 陸上総隊司令部情報部勤務                 | 退職                                    |
| 09 | 大坪宏彰 | 2024年03月18日 -                | 防大36期   | 情報本部勤務                             |                                         |